# Asche zu Asche
«Asche zu Asche» (нім. «Попіл до попелу») — восьмий сингл гурту «Rammstein».
Сингл ввійшов до бонусного CD спеціального видання альбому «Sehnsucht» («Australian Tour Edition»). Він містить оригінальну пісню «Asche zu Asche» і п'ять треків з «Live Aus Berlin». Сингл поширювався тільки в Австралії, на підтримку фестивалю «Big Day Out 2001», на якому виступала група. Назва є частиною біблійної цитати «Попіл до попелу, прах до праху». Пісня оповідає від першої особи про помсту привида спаленої людини, який прийде до свого ката через десять днів після страти і змусить з'їсти попіл, змішаний з прахом. В кінці пісні повна цитата багато разів повторюється, відображаючи головну думку пісні.

## Живе виконання
Пісню виконували на концертах «Herzeleid», «Sehnsucht», «Mutter»-турів. У травні 2005 «Asche zu Asche» замінила пісню «Rein Raus» в трек-листах концертів і її виконували до кінця «Reise, Reise»-туру. Під час туру 2009-2010 замінила пісню «Ich tu dir weh» на деяких концертах у Німеччині.

## Список треків
1. «Asche zu Asche» (Studio Version)
2. «Spiel mit mir» (Live)
3. «Laichzeit» (Live)
4. «Wollt ihr das Bett in Flammen sehen?» (Live)
5. «Engel» (Live)
6. «Asche zu Asche» (Live)